# Iolanda de Hainaut
Iolanda de Hainaut ou Iolanda de Flandres (1175 - 1219) foi imperatriz de Constantinopla, tendo governado o Império Latino em nome do seu marido Pedro II de Courtenay de 1217 a 1219.

## Biografia
Dois dos seus irmãos, nomeadamente Balduino I de Constantinopla e Henrique de Flandres foram Imperadores de Constantinopla. Com a morte de Henrique em 1216, Constantinopla esteve um breve período de tempo sem Imperador, até à tomada de posse de Pedro de Courtenay. Foi nesta altura que Iolanda partiu para Constantinopla com o objectivo de controlar o poder enquanto o seu marido resolvia as suas desavindas com Despotado do Epiro, uma vez que tinha sido feito prisioneiro.
Iolanda desconhecia se o seu marido se encontrava prisioneiro ou morto pelo que se apressou a controlar a situação em Constantinopla governado no entanto como regente. Aliou-se com os búlgaros contra diversos estados bizantinos e foi capaz de estabeleceu a paz com Teodoro I Láscaris, imperador de Niceia, que casou com sua filha Maria de Courtenay..
Com a sua morte em 1219 foi sucedida no trono por seu filho Roberto de Courtenay, já que o filho mais velho não deseja o trono. Roberto no entanto encontrava-se em França pelo que só em 1221, com a sua chegada a Constantinopla tomou as rédeas do poder.

## Relações familiares
Foi filha de Balduíno V de Hainaut, conde de Hainaut e da Margarida da Flandres condessa  da Flandres, (1145 - 15 de Novembro de 1194) filha de Teodorico da Alsácia (1110 - 1168) e de Sibila de Anjou (1112 - 1165). Do seu casamento com Pedro de Courtenay teve:
1. Margarida de Courtenay casada por duas vezes, a primeira com Raul I de Issoudun, senhor de Issoudun e a segunda com Henrique de Vianden, e senhor de Namur.
2. Filipe de Courtenay, marquês de Namur (1195 - ?), não aceitou o trono do Império Latino.
3. Sibila de Courtenay (1197 -?).
4. Isabel de Courtenay (1199 - ?) casada com Eudes I de Montagu, senhor de Montagu.
5. Iolanda de Courtenay, princesa de Constantinopla (1180 -?) casada com André II da Hungria, rei da Hungria.
6. Roberto I de Courtenay (1200 -?), Imperador de Constantinopla casado com Eudóxia Láscaris.
7. Inês de Courtenay (1202 - ?) casada com Godofredo II de Villehardouin, príncipe de Acaia.
8. Maria de Courtenay (1204 - ?) casada com Teodoro I Láscaris, imperador de Niceia.
9. Henrique de Courtenay, marquês de Namur (1206 -?).
10. Leonor de Courtenay (1208 - ?) casou com Filipe I de Montfort, senhor de La Ferté-Alais.
11. Pedro de Courtenay.
12. Constância de Courtenay (1210 -?).
13. Balduíno II de Constantinopla, imperador de Constantinopla (1217 - ?) casado com Maria de Brienne.